# Barmataffären
Barmataffären kallas efter huvudpersonerna, bröderna Barmat, särskilt Julius och Henry, en svindleriaffär i Tyskland, avslöjad på nyårsaftonen 1924.
Bröderna Barmat, judar av ryskt ursprung, hade under och efter första världskriget tjänat en stor förmögenhet på livsmedelshandel, speciellt fettleveranser från Amsterdam till Tyskland. De utnyttjade inflationstiden för mycket omfattande kreditaffärer, med bland annat statliga kreditinstitut som den preussiska statsbanken och postministeriet, som beviljade dem stora krediter.
Sammanbrottet ledde till en finanskrasch, som drabbade många välkända politiker och bankmän. Förre rikskanslern, Gustav Bauer, tvangs lämna riksdagen och rikspostminister Anton Höfle begick självmord i fängelset.
Efter att ha avtjänat ett 14 månaders fängelsestraff fortsatte Julius Barmat med sina svindelaffärer, bland annat i Belgien och Frankrike. Efter flera affärer, som kostade den belgiska nationalbanken stora förluster, arresterades han 1938 och avled, sedan Nederländerna utlämnat honom till Belgien, i fängelset.
Bröderna Barmats judiska hemvist gjorde också att skandalen kom att utnyttjas i den antisemitiska nazistpropagandan.